# Nanocladius saetheri
Nanocladius saetheri är en tvåvingeart som beskrevs av Harrison 1994. Nanocladius saetheri ingår i släktet Nanocladius och familjen fjädermyggor.
Artens utbredningsområde är Etiopien. Inga underarter finns listade i Catalogue of Life.